# Lées
Der Lées (im Oberlauf: Grand Lées) ist ein Fluss in Frankreich, der in den Regionen Nouvelle-Aquitaine und Okzitanien verläuft. Er entspringt an der Gemeindegrenze von Gardères und Eslourenties-Daban, entwässert generell Richtung Nordwest bis Nord durch die historische Provinz Béarn und mündet nach rund 56 Kilometern bei Barcelonne-du-Gers als linker Nebenfluss in den Adour.
Auf seinem Weg berührt der Lées die Départements Hautes-Pyrénées, Pyrénées-Atlantiques, Landes und Gers.

## Orte am Fluss
- Séron
- Vialer
- Cadillon
- Baleix
- Lembeye
- Lannux
- Aire-sur-l’Adour
- Barcelonne-du-Gers

## Verwechslungsgefahr
Die Bezeichnung Lées wird in dieser Umgebung auch für andere Toponyme verwendet. Im beschriebenen Flussverlauf gibt es folgende gleichnamige oder ähnliche Zuflüsse, die nicht mit dem Hauptbegriff verwechselt werden dürfen:
- Petit Lées (Baleix) mündet bei Balaix von links, siehe auch Petit Lées bei SANDRE (französisch)
- Petit Lées (Lembeye) mündet bei Lembeye von rechts, siehe auch Petit Lées bei SANDRE (französisch)
- Lées (Lannux) mündet bei Lannux von links, siehe auch Lées bei SANDRE (französisch)
  - Petit Lées (Mascaraàs) mündet in der Nähe von Mascaraàs-Haron von links in den Fluss Lées (Lannux), siehe auch Petit Lées bei SANDRE (französisch)